# Trillo (Huesca)
Trillo es una localidad española dentro del municipio de La Fueva, en el Sobrarbe, provincia de Huesca, Aragón.

## Toponimia
Según Manuel Benito Moliner, el nombre de Trillo puede derivar de la palabra torre a través de alguna evolución de tipo de Torrillo → T'rillo. Esto lo emparenta con otros lugares de Aragón como Torrillo en el Jiloca y Torrillas en la comarca de Gúdar-Javalambre.
La teoría de Manuel Benito cuenta a su favor con la disposición de la localidad en lo alto de un cerro que lo haría fácilmente defendible y que no hace nada difícil imaginarse que antiguamente hubiese existido algún edificio o estructura defensiva, como un torreón, para vigilar las orillas del barranco del Salinar.

## Geografía
Trillo se sitúa sobre un pequeño cerro, en la bajante norte del barranco del Salinar en el valle del Cinca, y no forma parte de la subcomarca natural de La Fueva aunque se encuentre incluido en el municipio homónimo. Está en las cumbres del cerro de Trillo (o de San Marcos, por la ermita). Como también pasa con Clamosa y Lapenilla, Trillo presenta una disposición constructiva que hace pensar en un plan defensivo medieval, tal vez como fortificación o por haber nacido como estructura defensiva.
Está comunicado por una pista asfaltada con Salinas de Trillo, que antes era una aldea suya pero que en la actualidad lo supera en población. Guarda también caminos tradicionales con Samper de Trillo (en la misma margen del barranco) y con Caneto, y dispone de un enlace con la carretera de Ligüerre de Cinca hacia Tierrantona que es transitable para cualquier vehículo y lo pone en comunicación con su cabecera municipal y con la carretera autonómica A-138 (Bielsa-Barbastro).

## Urbanismo

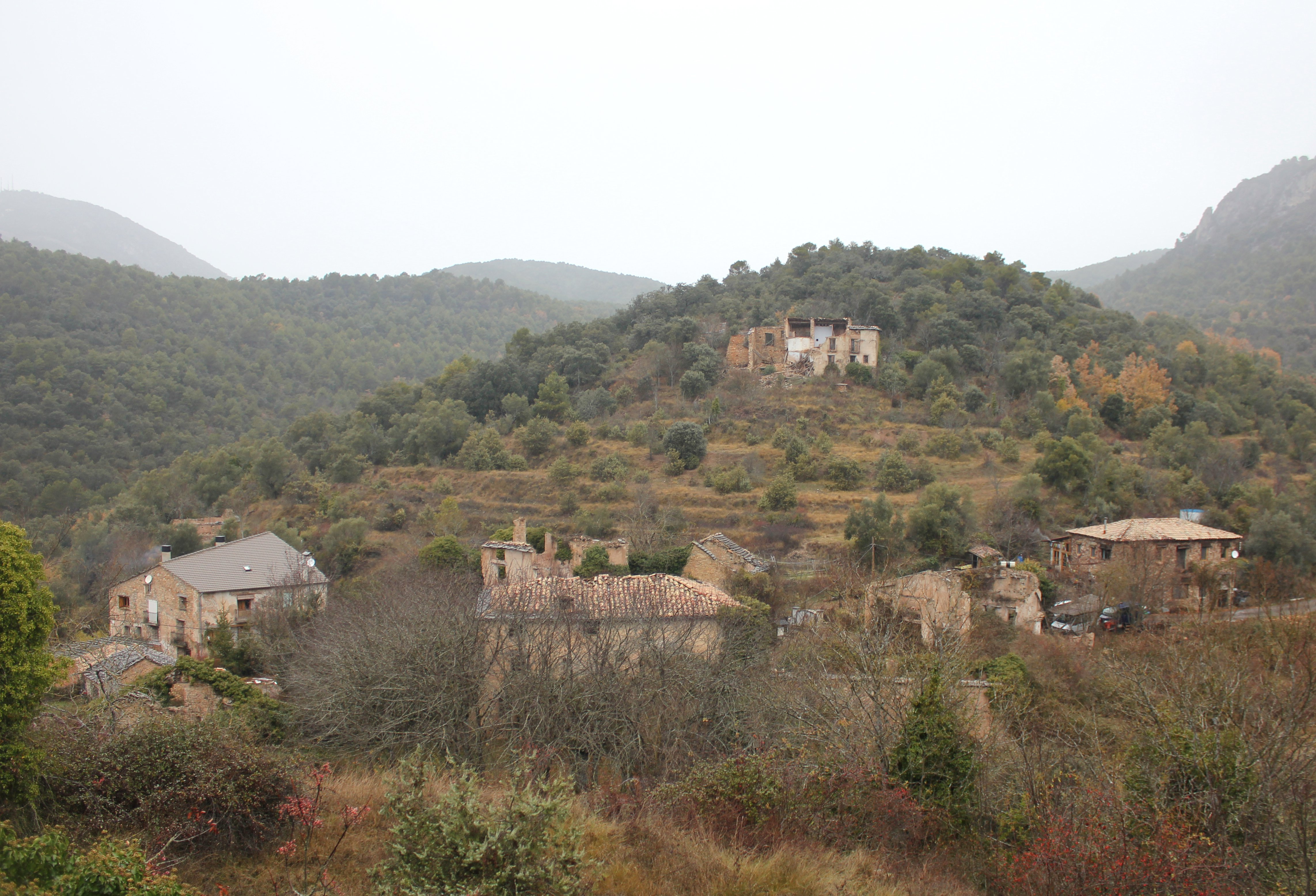
Los caseríos de La Plaza en primer lugar y El Planiello (en ruinas), vistos desde El Barrio.

Trillo está formado por tres caseríos esparcidos. El más antiguo de los tres parece ser el de la iglesia (El Barrio) donde se encuentra la iglesia parroquial (parcialmente en ruinas), consagrada a san Andrés, y algunas casas más modestas Casa Ardanui, Casa Gamisel.
En El Barrio se encuentra la cima de una peña en donde las fuentes sitúan el castillo. Otro caserío es La Plaza, que presenta una cruz de suelo en mitad, y lo rodean las casas "Acenar",Cambra, Noguero y algunas otras. El tercer caserío es El Planiello, que lo forman "Casa Chanantón", "Casa Olivera", Casa Anton de Aso", "Casa Pardina" y Casa Pera" en el acceso se encuentra la herrería.

## Historia
Trillo era capital del antiguo municipio de Trillo, el cual incluía Salinas y Samper. El municipio desapareció en el periodo intercensal 1842-1857 siendo absorbido por el municipio de Clamosa. Desde la década de 1960, Trillo y sus antiguas aldeas están integradas en La Fueva.
El divulgador Manuel Benito Moliner considera que Trillo se creó en la Edad Media como alguna fortificación o posiblemente torre defensiva en el siglo XI después de la caída en manos cristianas de los castillos de Abizanda y Clamosa, más o menos en la misma época que decidió construir el castillo de Troncedo. Se trataría pues de una fundación propiamente cristiana y para nada, como en los casos de Clamosa y Abizanda, de fortificaciones musulmanas presas y reutilizadas por los cristianos.
En los siglos XIII y XIV la fortificación de Trillo perteneció a la Corona de Aragón. En 1391 se le traspasó Pero Esplugas, pero en 1458 el castillo y la población fueron intervenidos por Juan II de Aragón que dio la orden de ocupación con tropas reales para privar las ruinas de dos familias nobles que se lo disputaban. Se lo vendieron al barón de Monclús Rodrigo Rebolledo por 12.000 florines de oro.

## Economía
Trillo tenía un molino de aceite junto al barranco de santa Brígida, confluyendo con el del Salinar, que data del año 1802. En los años 1980 era visitable y el historiador Manuel Benito Moliner hizo una descripción de él en la cual se ilustraba como un edificio en que la maquinaria se conservaba y todavía podía servir para moler, de no haberse despoblado el lugar. También existió una cantera cal, que se ha podido documentar activa hacia los años 1950.

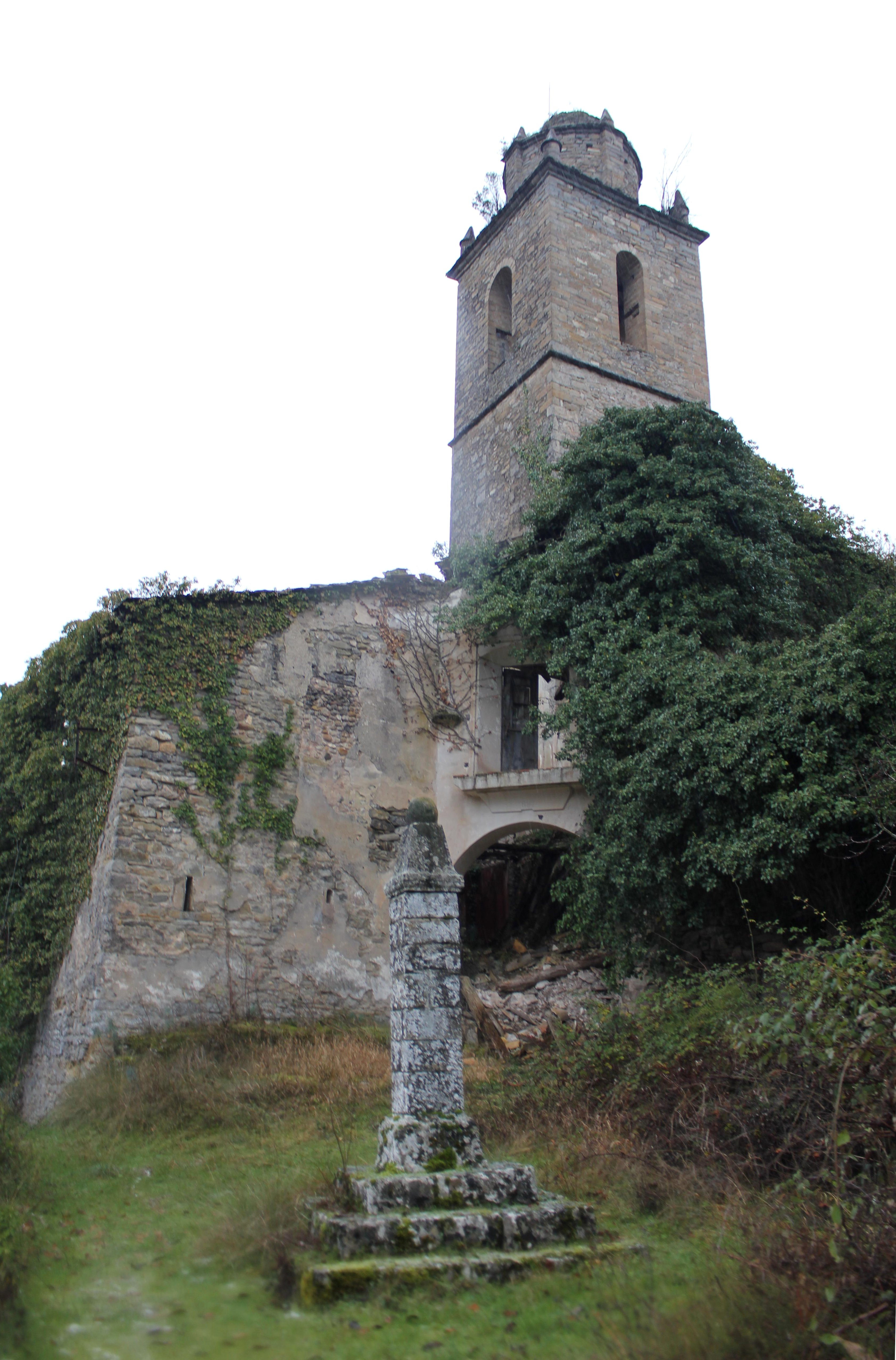
La pleta de la iglesia de san Andrés de Trillo y las ruinas de la abadía (tapadas con las hiedras), con un peirón delante.

Las fincas agrícolas más cercanas a la localidad se encuentran en las faldas del cerro de San Marcos y se repartían en dos terrenos principales que se llamaban Las Costeras y Los Solanos. En las orillas del barranco del Salinar, camino hacia Caneto, se encuentran más fincas más extensas de menor desnivel, aunque por su ubicación sufrían la sombra del mismo monte de Caneto. Esta última partida de fincas recibía el nombre de Las Serviellas.

## Demografía
La primera noticia que se tiene de la existencia de Trillo es del año 1279, y el primer censo aproximado de 1488, cuando había una población de 10 vecinos (casas) en la localidad. En el siglo XIX, se estimó que más o menos podía tener 16 o 17 a lo largo de todo el siglo, con el solo dato que en el censo de 1842 tenía 25 todo el municipio, con 186 personas que vivían allí.
Es imprescindible especificar la fuente de los datos.
Para ello, usa el parámetro "fuente".
Para más información, consulta Plantilla:Evolución demográfica/doc.

## Fiestas
- 20 de enero, fiesta de invierno,[6] en honor a san Sebastián.
- 24 de abril, romería al santuario de santa María de Bruís.[6]
- 10 de agosto, fiesta Mayor, en honor a san Lorenzo.[6]

## Imágenes

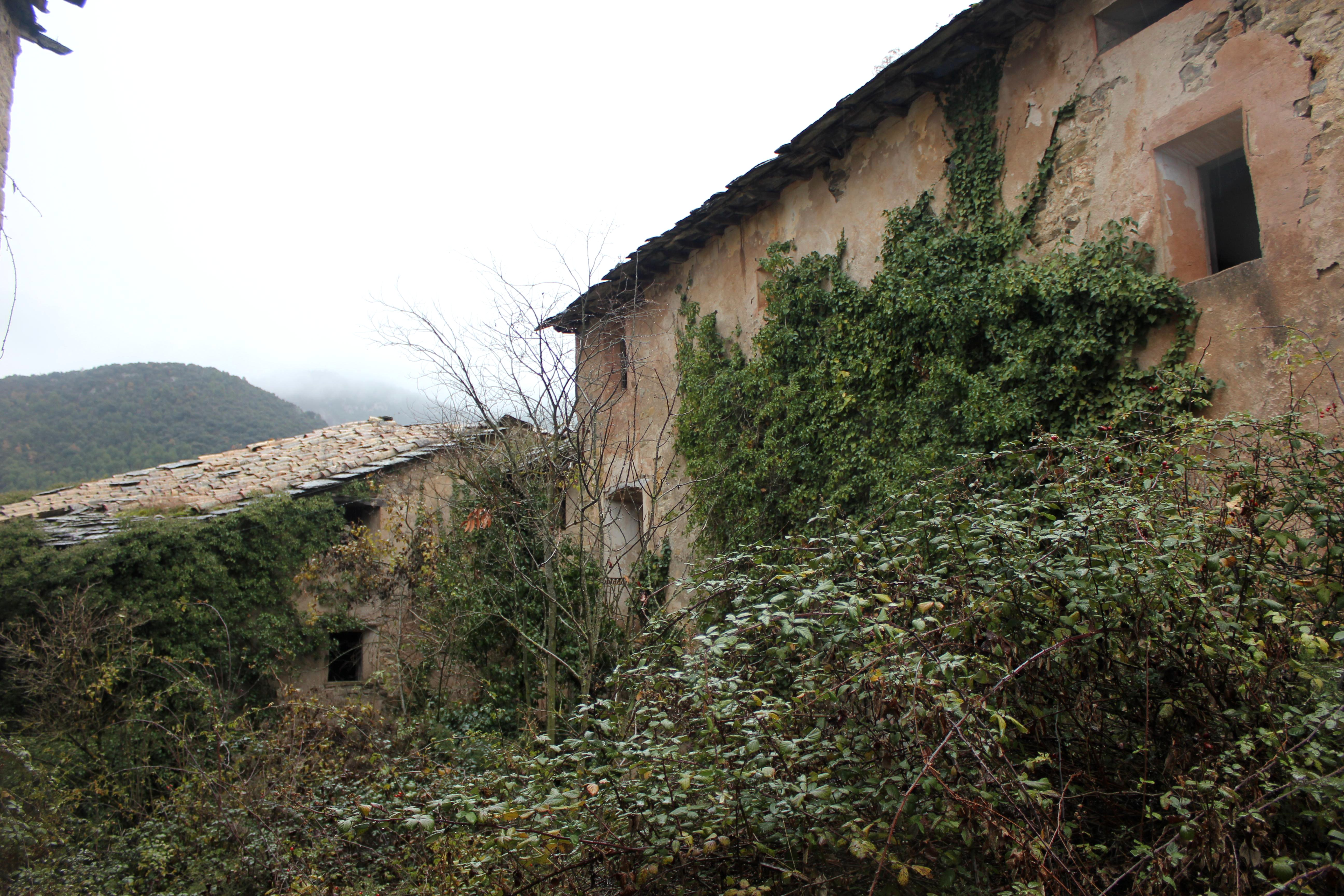
La placeta de la iglesia de san Andrés de Trillo.
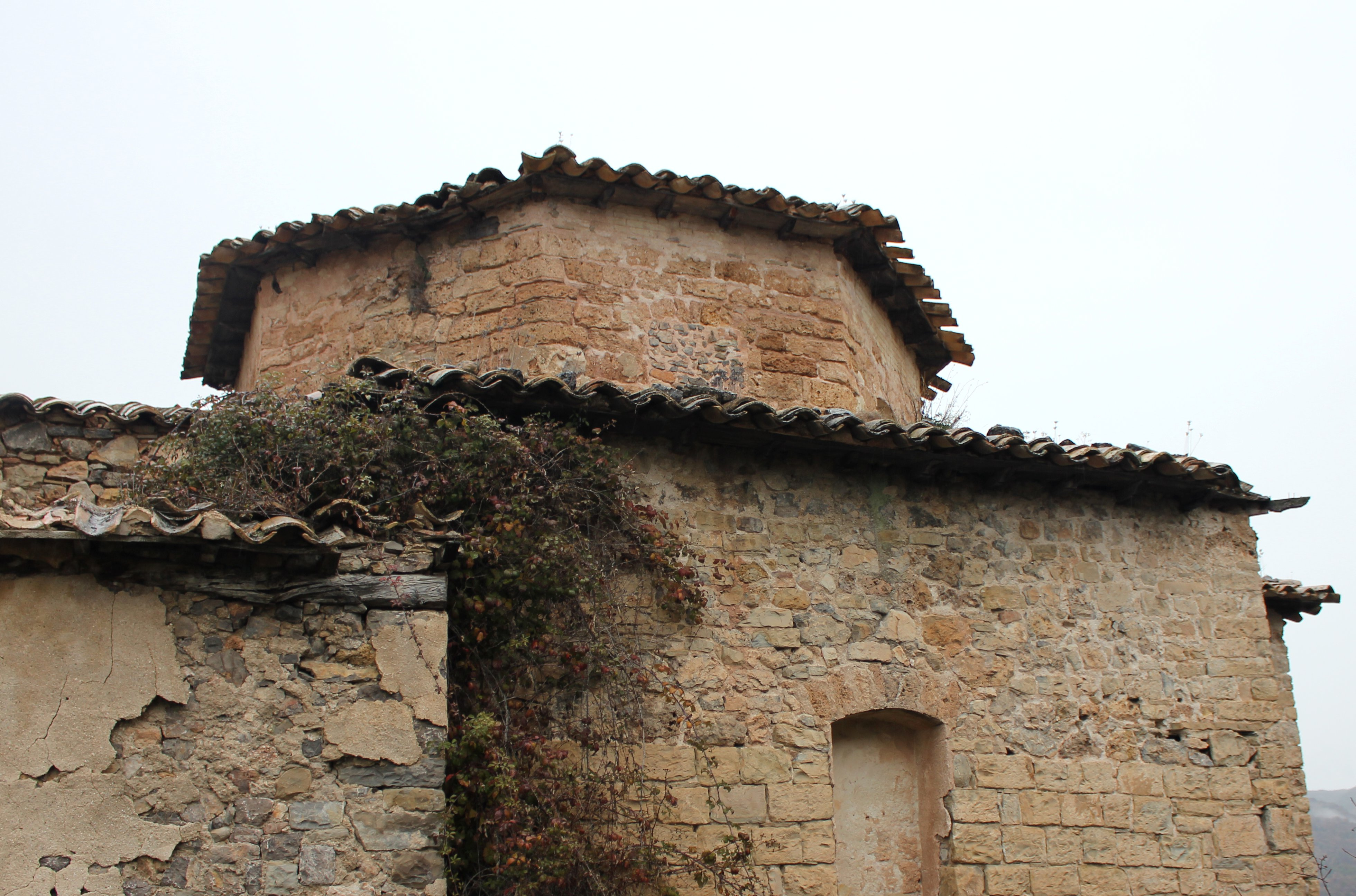
Cimborrio de la iglesia, de adobes y con tejado de tejas.
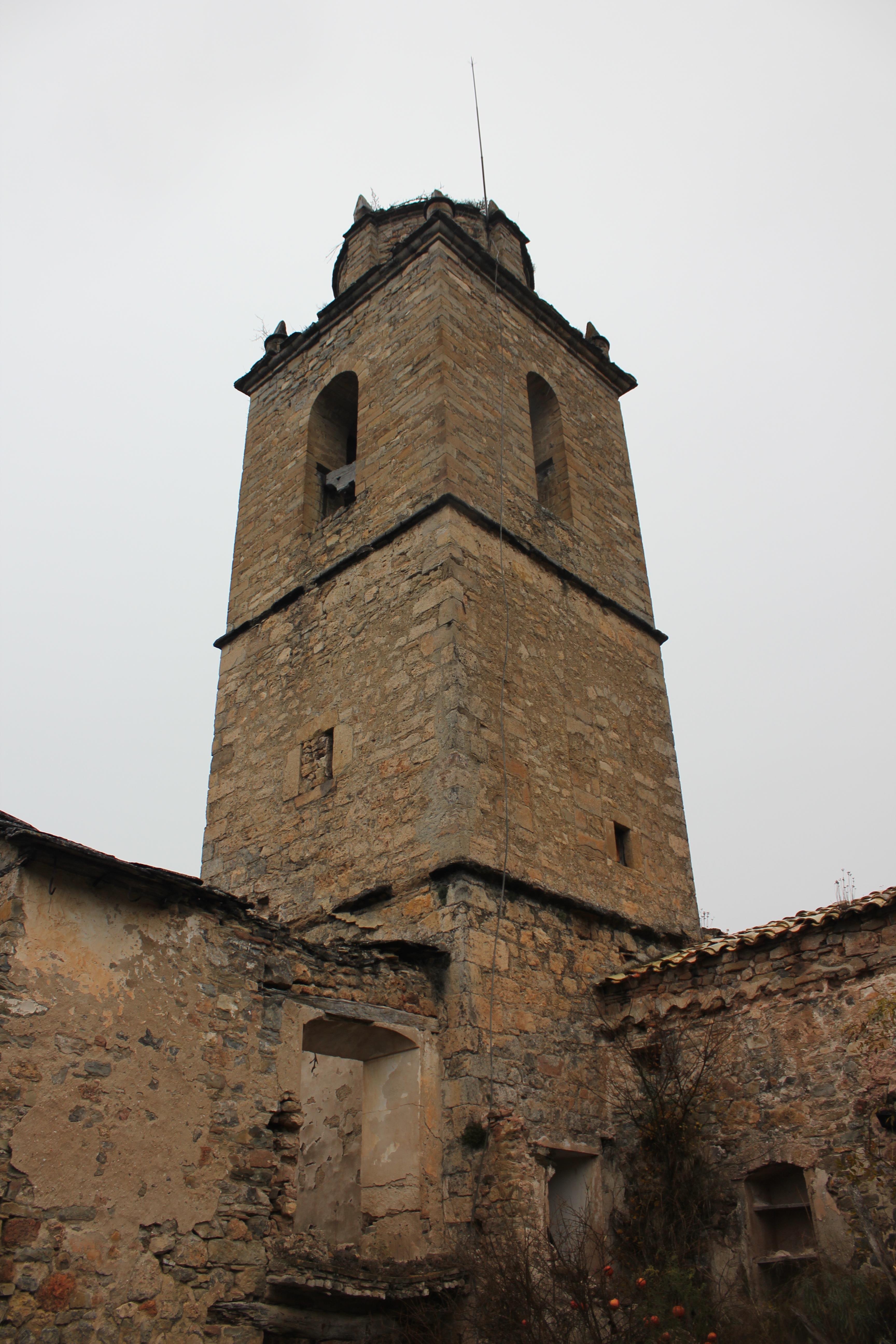
Campanario de San Andrés.
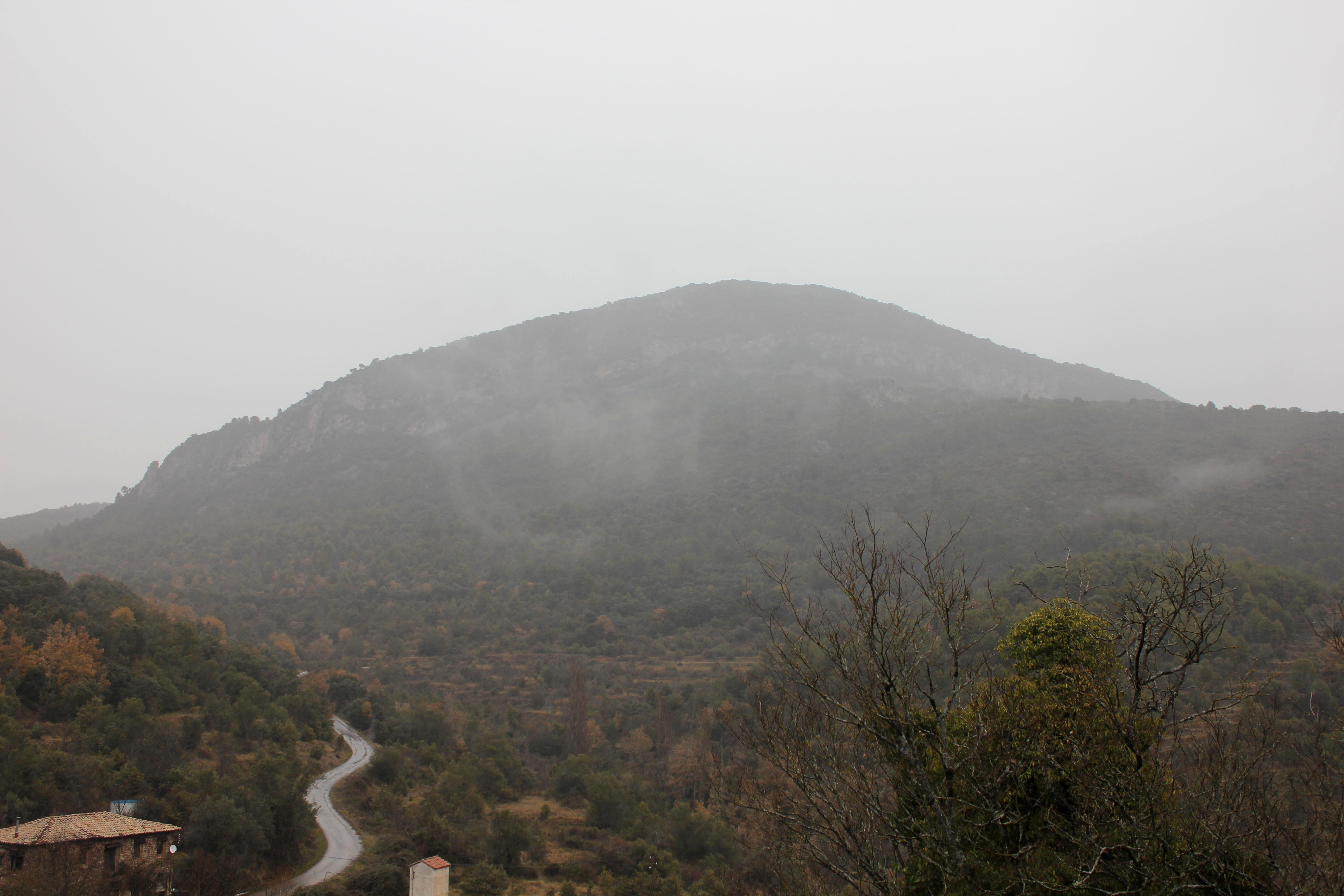
El cerro de Trillo, que domina el paisaje local.